# Thornton (Familienname)
Thornton ist der Familienname folgender Personen: 

### A
- Al Thornton (* 1983), US-amerikanischer Basketballspieler
- Andre Thornton (* 1949), US-amerikanischer Baseballspieler
- Anthony Thornton (1814–1904), US-amerikanischer Politiker

### B
- Big Mama Thornton (1926–1984), US-amerikanische Bluessängerin
- Billy Bob Thornton (* 1955), US-amerikanischer Schauspieler
- Bonnell Thornton (1725–1768), englischer Lyriker
- Bootsy Thornton (* 1977), US-amerikanischer Basketballspieler
- Brian Thornton (* 1985), US-amerikanischer Volleyballspieler
- Bruce Thornton (* 1953), US-amerikanischer Autor

### C
- Christopher Thornton (* 1967), US-amerikanischer Schauspieler
- Clifford Thornton (1936–1983), US-amerikanischer Jazzmusiker
- Cody Thornton (* 1986), kanadischer Eishockeyspieler

### D
- Dan Thornton (1911–1976), US-amerikanischer Politiker, Gouverneur von Colorado
- David Thornton (Schauspieler) (* 1953), US-amerikanischer Schauspieler
- David Thornton (Musiker) (* 1978), britischer Musiker
- David Thornton (Footballspieler) (David Dontay Thornton; * 1978), US-amerikanischer American-Football-Spieler
- David Howard Thornton (* 1979), US-amerikanischer Schauspieler

### E
- Eleanor Thornton (1880–1915), britisches Modell
- Elizabeth Thornton (eigentlich Mary George), kanadische Schriftstellerin
- Eric Thornton, britisch-belgischer Fußballspieler

### F
- Frank Thornton (1921–2013), britischer Schauspieler

### G
- Glenys Thornton, Baroness Thornton (* 1952), britische Politikerin (Labour Party)

### H
- Henry Thornton (1760–1815), englischer Ökonom, Bankier, Abolitionist und Abgeordneter
- Hugh Thornton (* 1991), US-amerikanischer Footballspieler

### I
- Ian Thornton (1926–2002), britisch-australischer Biologe

### J
- James Thornton (Songwriter) (1861–1938), US-amerikanischer Songwriter und Musiker
- James Thornton (Schauspieler) (* 1975), britischer Schauspieler
- James D. Thornton (* 1953), US-amerikanischer Komponist, Musiker und Musikpädagoge
- James E. Thornton (1925–2005), US-amerikanischer Computeringenieur
- Janet Thornton (* 1949), britische Bioinformatikerin
- Jessica Thornton (* 1998), australische Sprinterin
- Joe Thornton (* 1979), kanadischer Eishockeyspieler
- Johann Thornton (geb. John Thornton; 1771–1847), britisch-österreichischer Mechaniker und Erfinder
- John Thornton (Leichtathlet) (1911–1944), britischer Hürdenläufer
- John L. Thornton (* 1954), US-amerikanischer Industriemanager
- John K. Thornton (* 1949), US-amerikanischer Historiker
- John Randolph Thornton (1846–1917), US-amerikanischer Politiker

### K
- Kathryn C. Thornton (* 1952), US-amerikanische Astronautin und Hochschullehrerin
- Kayla Thornton (* 1992), US-amerikanische Basketballspielerin
- Keith Matthew Thornton, eigentlicher Name von Kool Keith (* 1963), US-amerikanischer MC und Musikproduzent

### L
- Leslie Thornton (* 1951), US-amerikanische Filmemacherin und Künstlerin
- Lilly Thornton (* 1966), Schweiz-amerikanische Jazzsängerin

### M
- Marcus Thornton (Basketballspieler, 1987) (Marcus Terrell Thornton; * 1987), US-amerikanischer Basketballspieler
- Marcus Thornton (Basketballspieler, 1993) (Marcus Alexander Thornton; * 1993), US-amerikanischer Basketballspieler
- Marianne Thornton (1797–1887), englische Bürgerrechtlerin
- Matthew Thornton (1714–1803), irisch-britisch-US-amerikanischer Arzt, Jurist und Politiker
- Melanie Thornton (1967–2001), US-amerikanische Sängerin
- Melody Thornton (* 1984), US-amerikanische Sängerin, Songwriterin und Tänzerin
- Michael Patrick Thornton, US-amerikanischer Schauspieler und Theaterdirektor

### N
- Noley Thornton (* 1983), US-amerikanische Schauspielerin

### P
- Peter Thornton (Kunsthistoriker) (1925–2007), britischer Kunsthistoriker, Kurator und Autor
- Peter Thornton (Filmeditor) († 2009), Filmeditor und Tongestalter
- Peter Thornton (Schauspieler), Schauspieler
- Peter Thornton (Kameramann), Kameramann

### R
- Ray Thornton (1928–2016), US-amerikanischer Politiker
- Robert Thornton (* 1967), schottischer Dartspieler
- Robert Lee Thornton (1880–1964), US-amerikanischer Bankier und Politiker
- Robert Y. Thornton (1910–2003), US-amerikanischer Jurist, Offizier und Politiker
- Ron Thornton (1957–2016), britischer Filmschaffender

### S
- Scott Thornton (* 1971), kanadischer Eishockeyspieler
- Shawn Thornton (* 1977), kanadischer Eishockeyspieler
- Sigrid Thornton (* 1959), australische Schauspielerin
- Steve Thornton (* 1973), kanadisch-britischer Eishockeyspieler und -trainer

### T
- Teri Thornton (1934–2000), US-amerikanische Sängerin
- Thomas Thornton (Händler) (1762–1814), britischer Händler und Autor
- Thomas Thornton (Cricketspieler) (1922–1987), britischer Cricketspieler
- Thomas Patrick Thornton (1898–1985), US-amerikanischer Jurist
- Tiffany Thornton (* 1986), US-amerikanische Schauspielerin und Sängerin
- Tim Thornton (* 1957), britischer Geistlicher, Bischof von Truro
- Tony Thornton (1959–2009), US-amerikanischer Boxer

### W
- Warwick Thornton (* 1970), australischer Künstler, Filmregisseur, Kameramann und Drehbuchautor
- William Thornton (Architekt) (1759–1828), britisch-US-amerikanischer Architekt und Erfinder
- William Thornton (Fußballspieler) (1899–??), englischer Fußballspieler
- William E. Thornton (1929–2021), US-amerikanischer Astronaut
- William Taylor Thornton (1843–1916), US-amerikanischer Politiker